# Tout l'or des hommes
Singles de Céline Dion
Stand by Your Side
(2003) Faith
(2003)
Tout l'or des hommes est le premier single de Céline Dion tiré de l'album 1 fille & 4 types. Il sort le 6 octobre 2003. Tout l'or des hommes est écrit par Jacques Veneruso,  qui écrit le précédent succès francophone de la chanteuse Sous le vent. Le titre est produit par Erick Benzi qui a précédemment travaillé avec la chanteuse sur les albums D'eux en 1995 et S'il suffisait d'aimer en 1998.

## Histoire et sortie
Le clip, réalisé par Yannick Saillet et tourné en août 2003 dans le désert des Mojaves, sort en octobre 2003. Il figure sur le single DVD Tout l'or des hommes et sur la compilation vidéo 2005 de Céline Dion, On ne change pas. Le making of de la vidéo Tout l'or des hommes parait sur l'édition limitée d'1 fille & 4 types et sur le DVD On ne change pas.
Le 1er octobre 2003, Céline Dion enregistre une émission spéciale télévisée 1 fille & 4 types au Caesars Palace de Las Vegas, où elle interprète cette chanson, entre autres.
Tout l'or des hommes devient un succès en passant huit semaines à la première place du classement singles au Québec et trois semaines en tête du classement polonais des singles. Il figure dans le top 10 de pays francophones, dont no 3 en France où il est certifié single d'argent avec 125 000 exemplaires vendus.
La chanson est incluse sur la compilation On ne change pas en 2005.
Tout l'or des hommes est interprété par Céline Dion le 13 mai 2008 en Belgique, lors de sa tournée mondiale Taking Chances World Tour et lors de la tournée Sans Attendre  en 2013. Cette dernière performance figure sur l'album live Céline... une seule fois : Live 2013.

## Réception critique
Rob Theakston de AllMusic met en évidence cette chanson. David Browne d'Entertainment Weekly déclare : « Elle et ses types offrent le « reverby twang » dans Tout l'or des hommes. »

## Formats et distribution
CD single canadien
1. Tout l'or des hommes – 2:58
2. Tu nages – 3:11

CD single Europe
1. Tout l'or des hommes – 2:58
2. Sous le vent – 3:32

CD single / CD maxi single français
1. Tout l'or des hommes – 2:58
2. Tu nages – 3:11
3. Tout l'or des hommes (instrumental) – 2:58

DVD single français
1. Tout l'or des hommes (vidéo) – 2:58
2. Tout l'or des hommes (karaoké) – 2:58

## Classement
| Classement (2003)                       | Meilleure position |
| --------------------------------------- | ------------------ |
| Allemagne (GfK Entertainment)           | 77                 |
| Belgique (Flandre Ultratop 50 Singles)  | 29                 |
| Belgique (Wallonie Ultratop 50 Singles) | 5                  |
| Canada (Hot 100)                        | 2                  |
| Europe (European Hot 100 Singles)       | 10                 |
| Finlande (Suomen virallinen lista)      | 16                 |
| France (SNEP)                           | 3                  |
| Pays-Bas (Single Top 100)               | 100                |
| Pologne (National Airplay Chart)        | 1                  |
| Québec (ADISQ)                          | 1                  |
| Suisse (Schweizer Hitparade)            | 10                 |

## Certification
| Région                                                                                                 | Certification | Ventes/Streams |
| --- | ------------- | -------------- |
| France (SNEP)                                                                                          | Argent        | 125 000        |
| *Ventes selon la certification ^Mise en rayon selon la certification xNon précisé par la certification |               |                |

## Date de sortie
| Pays   | Date           | Format     |
| ------ | -------------- | ---------- |
| France | 6 octobre 2003 | - CD - DVD |